# 国立マルチャーナ図書館
国立マルチャーナ図書館（イタリア語：Biblioteca nazionale Marciana）は、イタリアのヴェネツィア、サン・マルコ広場の一角に建てられたルネサンス建築の図書館である。マルチャーナとは、ヴェネツィアの守護聖人である聖マルコの事である。イタリアでも最も古い図書館の一つで、世界的に見ても随一の古い文献コレクションを保管している図書館である。
図書館設立は、1468年5月31日に、枢機卿ヨハンネス・ベッサリオンがヴェネツィアのドージェであるクリストフォロ・モーロに当てたサン・マルコへ自身の蔵書を寄付したいとする公証人を通した寄贈証書から始まる。この蔵書として、ギリシャ語写本 482冊とラテン語写本 264冊の目録が添付されている。その後、多数の寄付や遺贈、ヴェネツィア市内およびイタリア共和国内の図書館の合併を経て拡大したが、蔵書の多くは1453年にオスマン帝国に征服されたビザンチン帝国からのものである。

## コレクション
ヴェネツィアの歴史と古典文献学を専門としており、本のコレクションは以下の様になっている。
- 印刷物：622804冊
- インキュナブラ：2887冊
- 写本：13113冊
- チンクエチェンティナ：24.069冊（16世紀の印刷物）